# Il cane di Baskerville (film 1929)
Il cane di Baskerville (Der Hund von Baskerville) è un film del 1929 diretto da Richard Oswald. È un adattamento del romanzo del 1902 Il mastino dei Baskerville di Arthur Conan Doyle ed è l'ultimo film muto con protagonista il personaggio di Sherlock Holmes. Il film vanta un cast internazionale, avendo come protagonisti Carlyle Blackwell, Alexander Murski e Livio Pavanelli.

## Produzione
Il film fu prodotto dalla Erda-Film GmbH (I).

## Distribuzione
Distribuito dalla Süd-Film, uscì nelle sale cinematografiche tedesche il 28 agosto 1929.
Per anni considerato perduto, nel 2009 è stata ritrovata a Varsavia una copia incompleta a 35mm in nitrato con intertitoli in ceco ed un'altra incompleta in 9,5mm con intertitoli in francese, sulle quali è stata basata una versione restaurata però mancante dei rulli 2 e 3, sostituiti da alcune didascalie e foto. La versione restaurata è stata completata nel 2018, realizzata in partnership tra Filmoteka Narodowa, Istytutem Audiowizualnym e San Francisco Silent Film Festival.